# Проезд Аэропорта
Прое́зд Аэропо́рта (название с 1985 года, прежние названия: с 1939 по 1956 год — Вороши́ловский прое́зд, с 1956 по 1985 — Тре́тий прое́зд Аэропо́рта) — проезд в Северном административном округе Москвы на территории Хорошёвского района. Начинается от Чапаевского переулка.

## Происхождение названия
Проезд был назван по находящейся рядом станции метро «Аэропорт», которая в свою очередь получила название от Центрального аэродрома имени М. В. Фрунзе на Ходынском поле.

## История
2 мая 1910 года на территории Российской империи был осуществлён первый полёт лётчика Сергея Уточкина. В этом же месяце, 23 мая, в газете «Русское слово» было написано, что общество авиаторов на участке Ходынского поля начинает строить ангары, и здесь появился опытный аэродром «Дукс». В 1921 году было принято решение о создании здесь Центрального аэродрома имени М. В. Фрунзе.
Проезд был образован в 1939 году в районе аэропорта как Ворошиловский проезд. В 1956 году в связи с изменением транспортной инфраструктуры района он был переименован в 3-й проезд аэропорта. В 1985 году из названия были убран номер проезда, потому что 1-й и 2-й проезды аэропорта к тому времени были уже давно переименованы (ещё в 1965 году) в улицу Викторенко и улицу Острякова

## Здания и сооружения
По нечётной стороне:
- Триумф-Палас

По чётной стороне:
- № 10 — школьное здание (1950-е, типовой проект архитекторов Т. А. Капустиной, Н. А. Кузнецовой)[5], ныне — школа № 1287 с углублённым изучением английского языка[6].

## Транспорт
- Станция метро «Аэропорт».